# Логвиненко, Юрий Александрович
Юрий Александрович Логвиненко (1920—1999) — горный инженер, Герой Социалистического Труда (1971), заслуженный шахтёр РСФСР.

## Биография
Родился 6 августа 1920 года.
Участник Великой Отечественной войны.
После окончания Новочеркасского политехнического института пришёл в трест «Гуковуголь».
На шахтах № 15-16 и № 26 прошёл путь от помощника начальника участка до директора.
За выполнение заданий восьмой пятилетки, достижение высоких технико-экономических показателей Указом Президиума Верховного Совета СССР в 1971 году Логвиненко присвоено звание Героя Социалистического Труда: Орден Ленина № 415009 и Золотая Медаль «Серп и Молот» № 17812.
Умер в 1999 году в Гуково.

## Награды
- Герой Социалистического Труда (1971).
- Награждён двумя орденами Ленина (1966, 1971), тремя орденами Красной Звезды, орденами Славы 2-й и 3-й степеней, орденом Отечественной войны 1-й степени и медалями.
- Заслуженный шахтёр РСФСР (1969).